# Symploce modesta
Symploce modesta är en kackerlacksart som först beskrevs av Brunner von Wattenwyl 1893.  Symploce modesta ingår i släktet Symploce och familjen småkackerlackor. Inga underarter finns listade i Catalogue of Life.